# Ulica Ku Słońcu w Szczecinie
Ulica Ku Słońcu – jedna z najdłuższych ulic miasta Szczecina, położona na obszarze osiedli Turzyn, Świerczewo oraz Gumieńce. Administracyjnie podzielona jest między dwie dzielnice miasta: Śródmieście oraz Zachód. Przedwojenna nazwa ulicy brzmiała Pasewalker Chaussee (Szosa Pasewalcka); obecna nazwa nadana została przez Helenę Kurcyusz – pierwszą architektkę w polskim Szczecinie. Genezę nazwy ulicy Helena Kurcyusz wywodzi od tego, że w 1945 każdego dnia wybierając się do centrum miasta po pożywienie dla swoich koleżanek przebywających w szpitalu, szła wciąż ku słońcu; rano mając przed sobą wschodzące słońce, wieczorem widząc natomiast zachodzące. Ulica stanowi fragment drogi krajowej nr 10. 
W czasach Polski Ludowej, od lat 70. do reformy sieci drogowej w 1985 roku, ulica była częścią drogi krajowej nr 18, łączącej Szczecin z granicą polsko-niemiecką w Lubieszynie. W latach 90. wchodziła w skład ówczesnej drogi krajowej nr 116.

## Przebieg
Ulica Ku Słońcu rozpoczyna swój bieg od skrzyżowania z al. Piastów na pograniczu osiedli Nowe Miasto oraz Turzyn. Następnie krzyżuje się z ul. ks. Witolda, al. Bohaterów Warszawy, przechodzi przez rondo Pileckiego. Dalej przebiega pod wiaduktem kolejowym i zmienia przynależność administracyjną na Świerczewo; na obszarze tego osiedla krzyżuje się z ul. Tenisową, Marcina Kasprzaka, gen. Litwinowicza, mjr. Sucharskiego, Karola Miarki, Piękną, Santocką. Przechodzi przez Rondo Gierosa, za nim krzyżuje się jeszcze z ul. Krętą, Źródlaną i Różaną, Kwiatową, Przygodną, Kazimierską, Polskich Marynarzy oraz Hrubieszowską. Kontynuacją ulicy Ku Słońcu na terenie Mierzyna jest ulica Welecka.

## Zabudowa
Zabudowa ulicy Ku Słońcu jest zróżnicowana. Na osiedlu Turzyn przy ulicy wznoszą się przedwojenne zabudowania kamieniczne oraz współczesne bloki mieszkalne wypełniające puste po zniszczeniach wojennych parcele. Na osiedlu Świerczewo zabudowę ulicy stanowią w dużej mierze przedwojenne wille oraz współczesne budynki mieszkalne z początku XXI wieku (zabudowa na narożniku z ul. Polskich Marynarzy i Hrubieszowską). Przy ul. Ku Słońcu położony jest Cmentarz Centralny, otwarty w 1901 roku jako Hauptfriedhof i mający obecnie powierzchnię 167,8 ha. Wejście główne zlokalizowane jest od strony ul. Ku Słońcu i prowadzi przez wznoszącą się przy niej zabytkową Bramę Główną. Przy ulicy zlokalizowane są także: Zespół Szkół Łączności (Ku Słońcu 27-30), Szkoły Salezjańskie (Ku Słońcu 124) oraz, nieopodal granicy z Mierzynem, market budowlany Castorama oraz CH Ster.

## Transport
Początki komunikacji tramwajowej na ulicy Ku Słońcu sięgają roku 1905, kiedy to otwarto nową trasę tramwajową nr 2 łączącą bramę Cmentarza Centralnego z Bramą Portową. W 1923 linię tramwajową zawieszono – uruchomiono ją ponownie w 1924 roku (przyczyną zawieszenia były kłopoty finansowe operatora). 3 lata później nastąpiło przedłużenie linii na ul. Ku Słońcu – nową krańcówkę wybudowano mniej więcej na wysokości dzisiejszych Szkół Salezjańskich. We wrześniu 1948 reaktywowano po okresie II wojny światowej komunikację tramwajową na ulicy – dotarła tu nowa linia nr 8. 31 grudnia 1955 przedłużono linię tramwajową na ulicy i do użytku oddano istniejącą do dziś pętlę uliczną przy skrzyżowaniu z ul. Kwiatową. Od 4 listopada 2008 do 2 kwietnia 2009 przeprowadzono remont torowisk tramwajowych na ulicy Ku Słońcu związany z planowanym wprowadzeniem do ruchu wagonów niskopodłogowych. Przystanki w ciągu ulicy obsługiwane są przez dwie linie tramwajowe: 8 oraz 10.

## Galeria

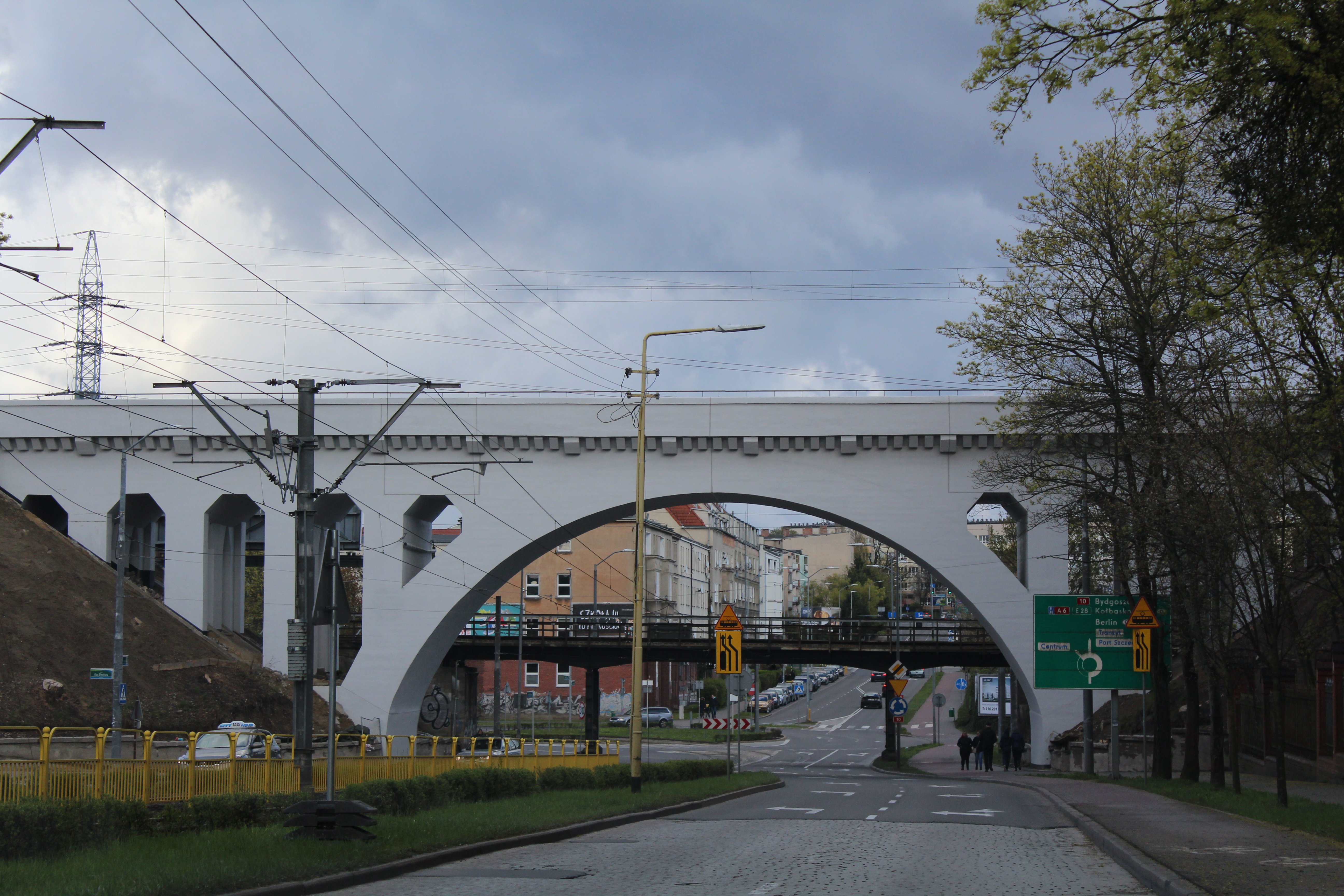
Wiadukty kolejowe nad ulicą
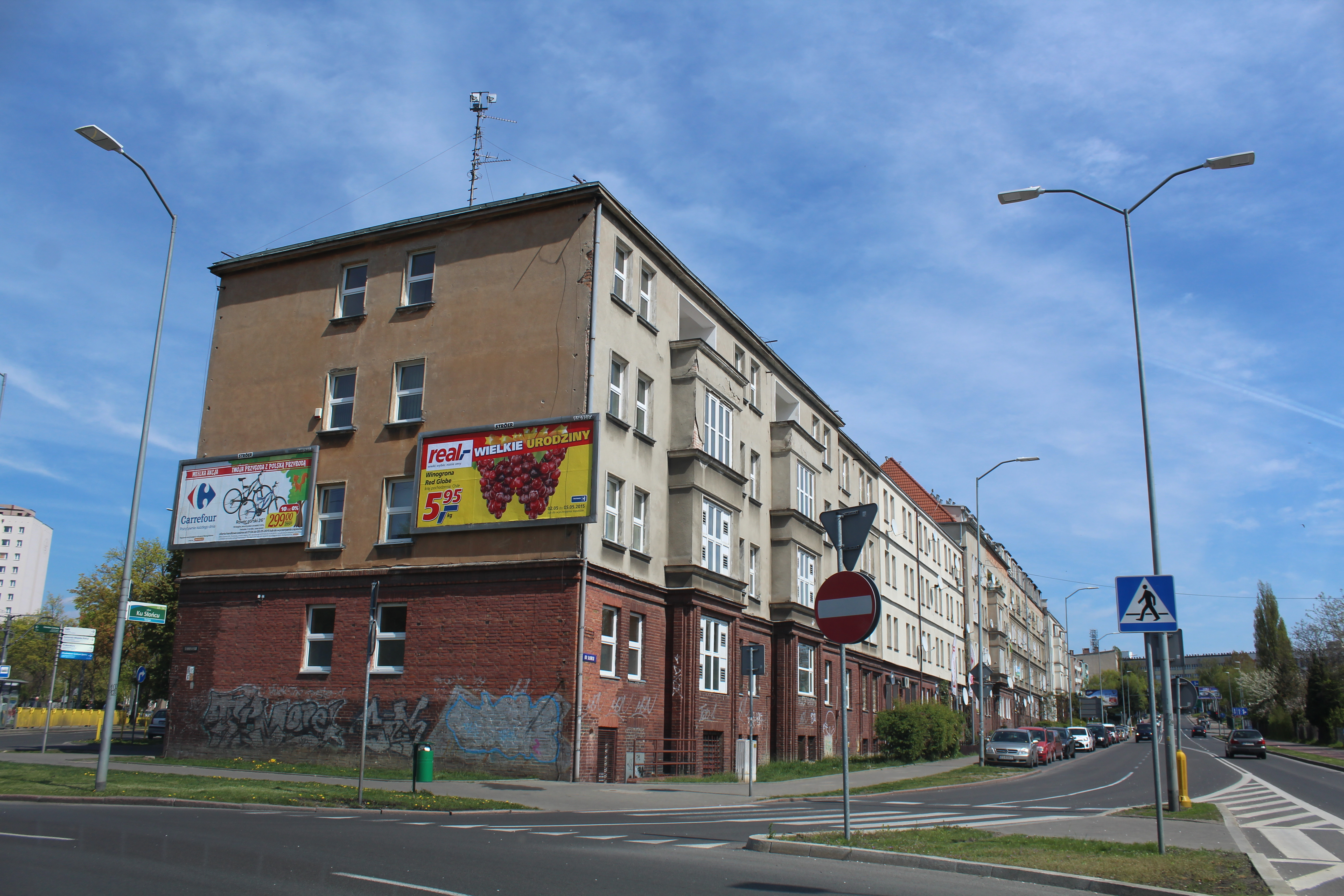
Przedwojenna zabudowa ulicy, Turzyn
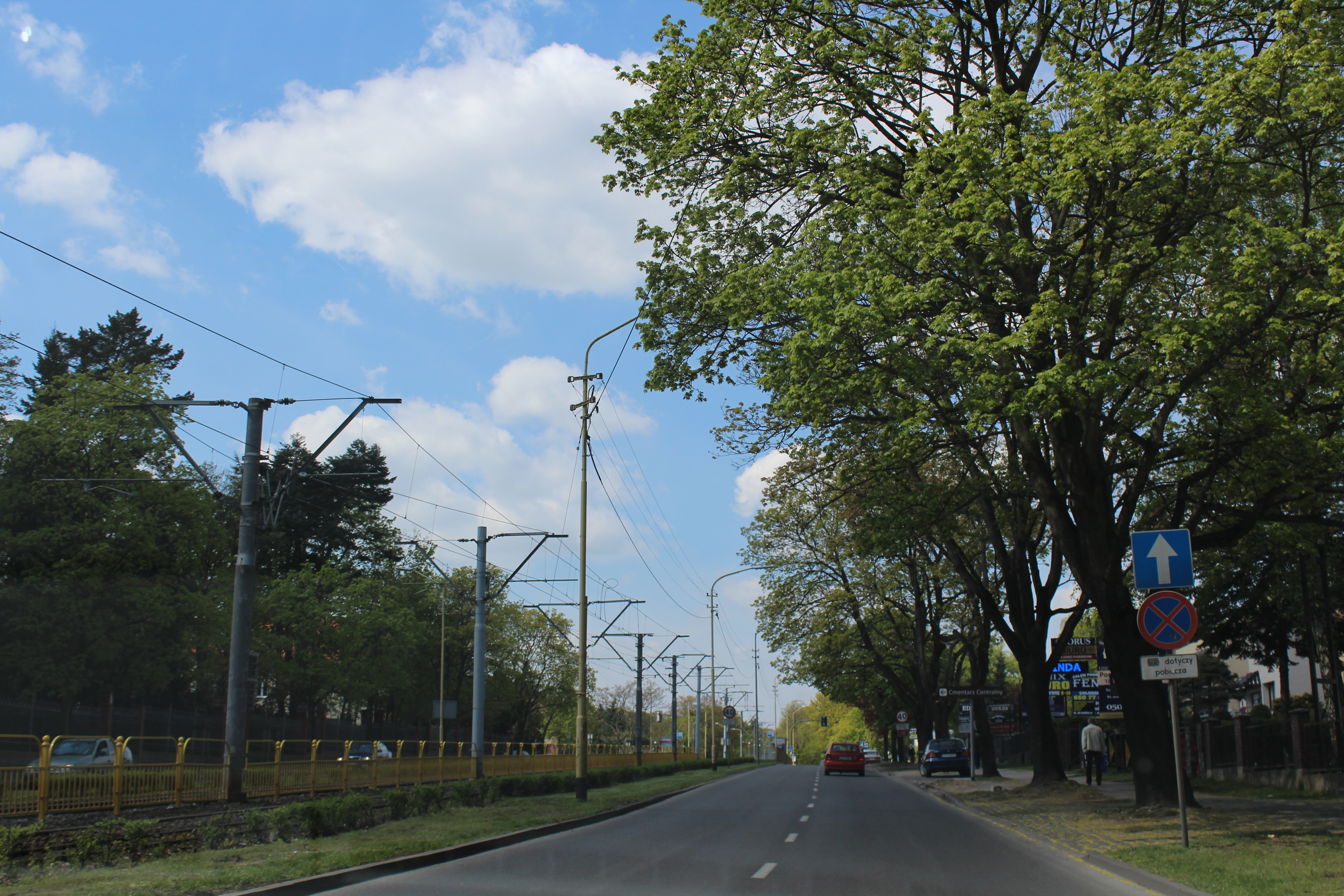
Widok w kierunku bramy głównej Cmentarza
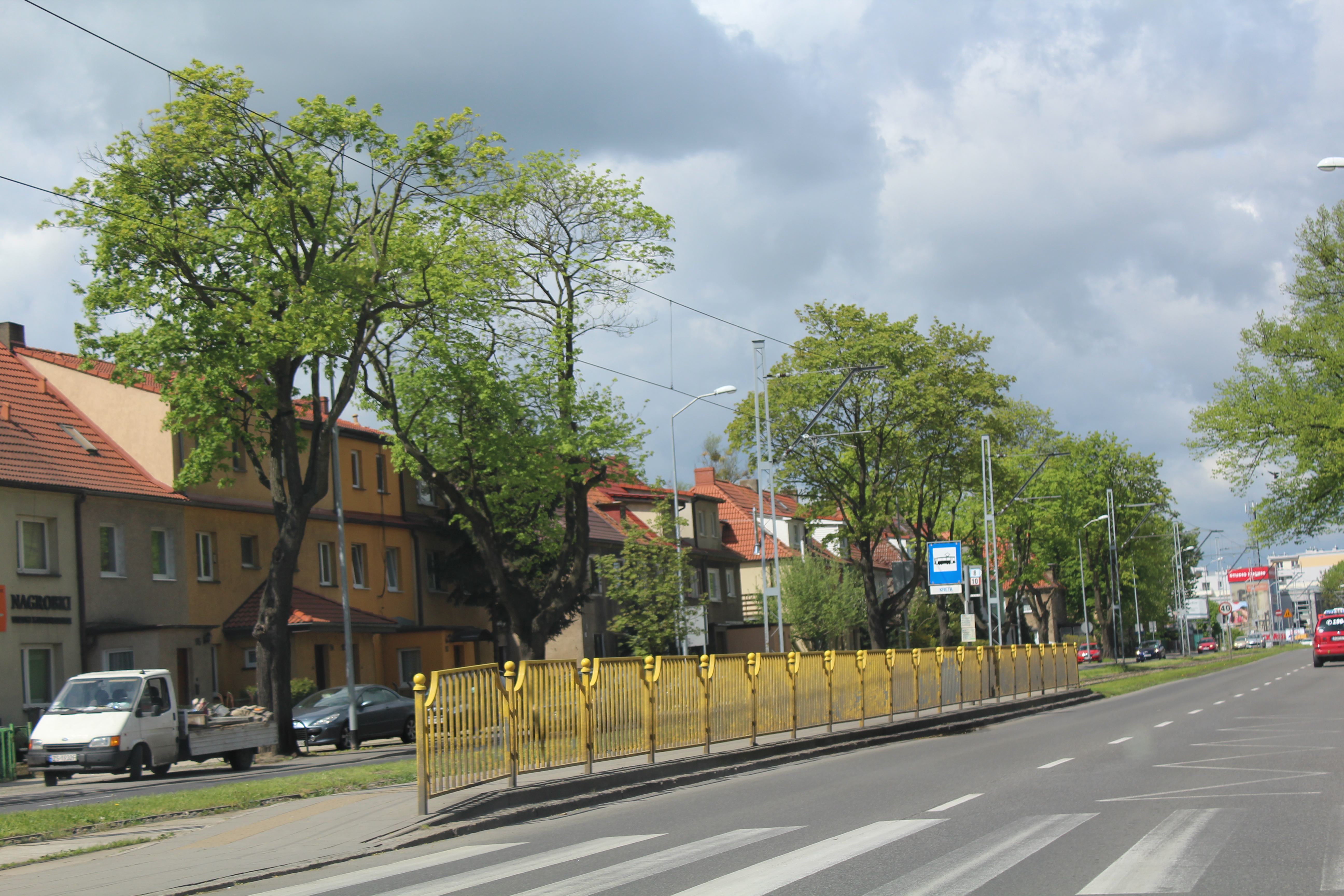
Jednotor tramwajowy i przystanek „Kręta”
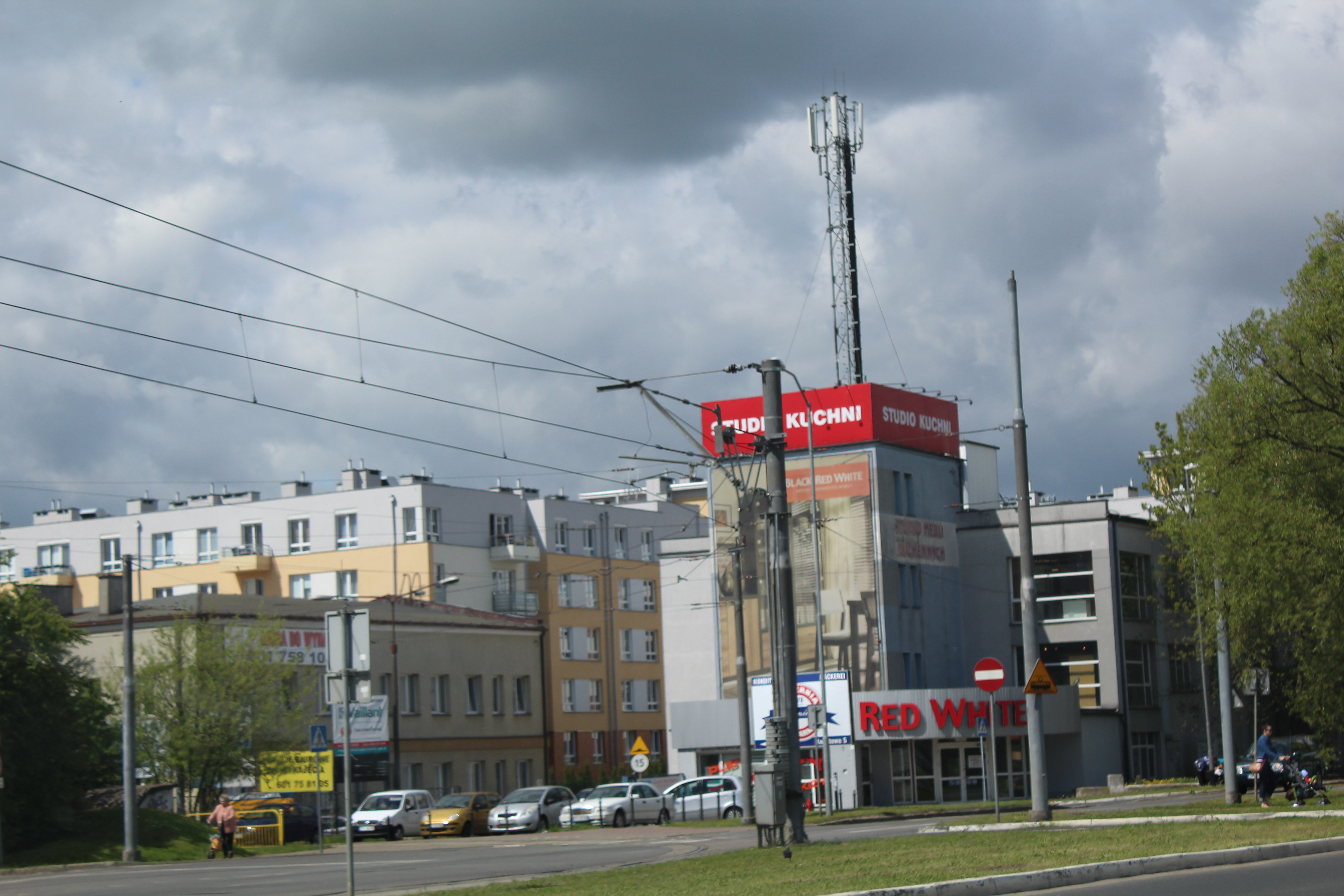
Wjazd na pętlę tramwajową „Gumieńce”
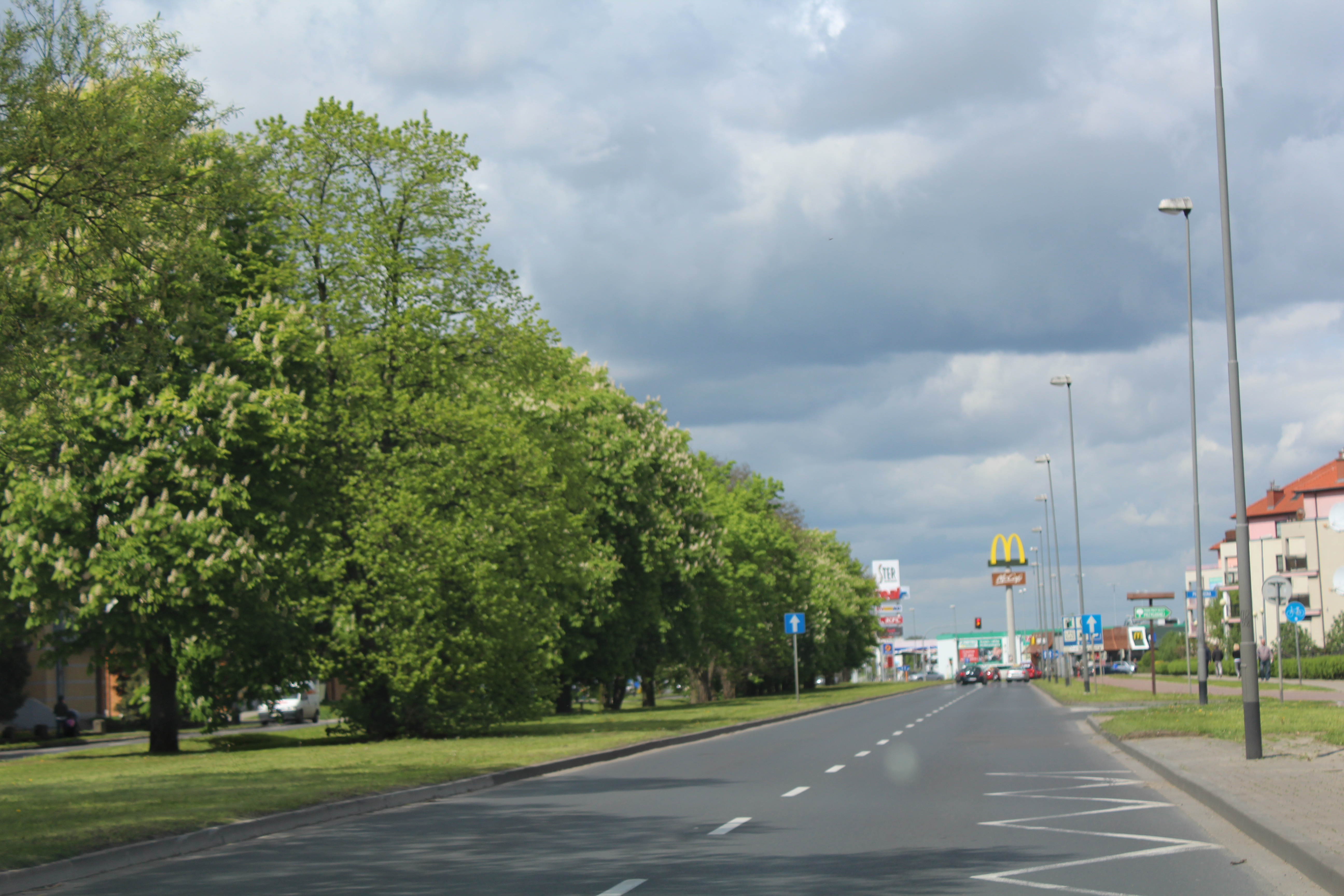
Widok ogólny w kierunku Mierzyna
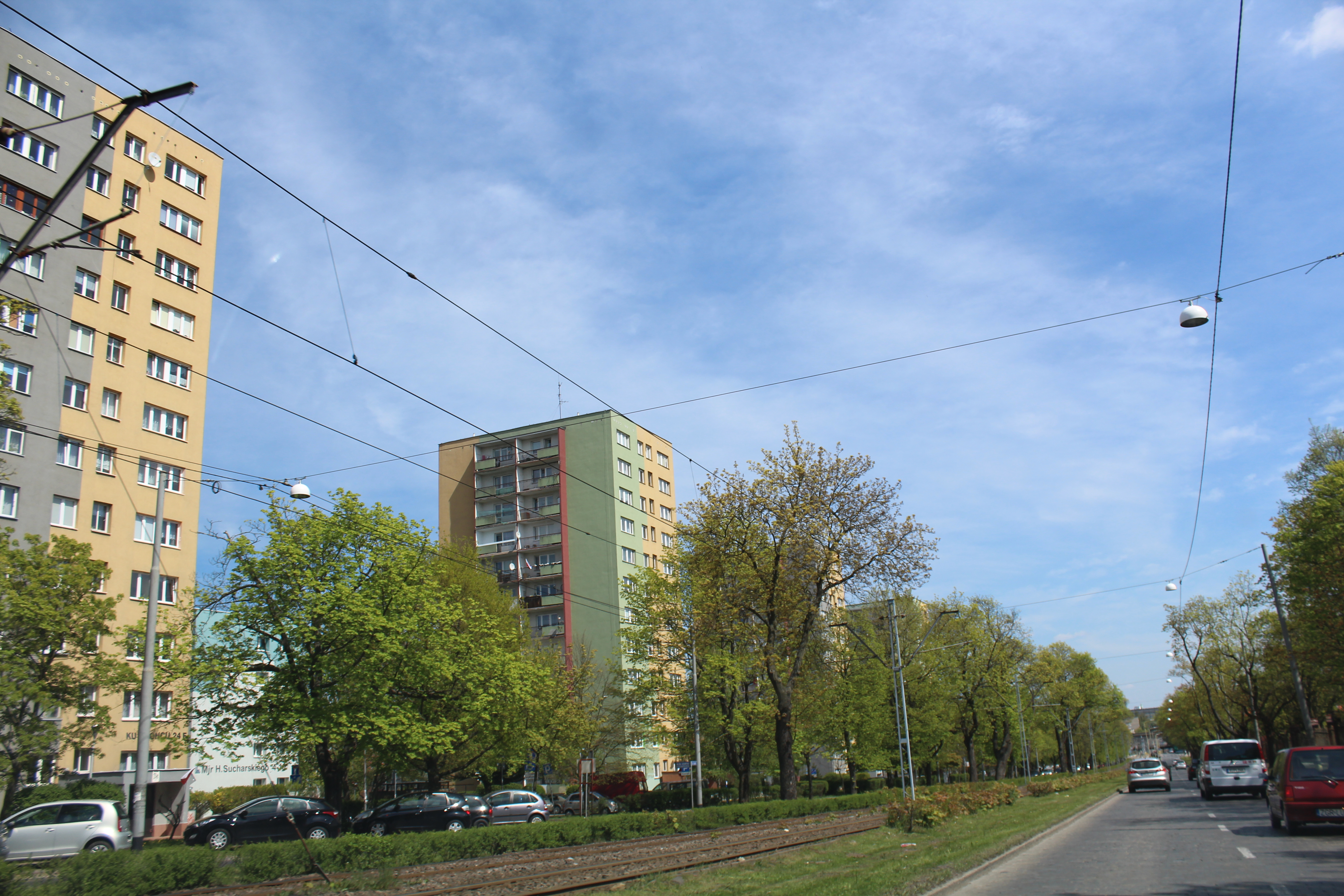
Budownictwo z wielkiej płyty przy ulicy
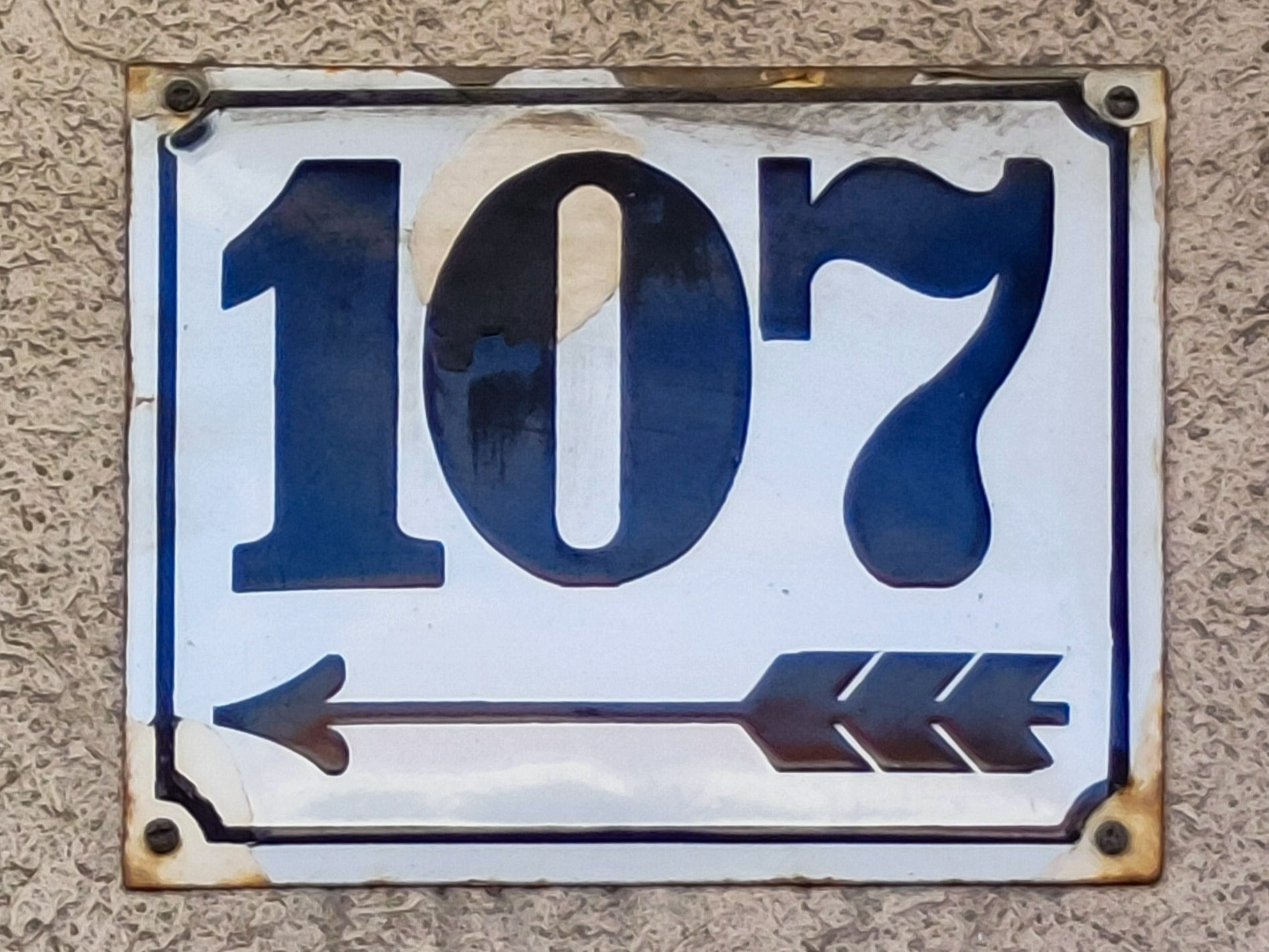
Przedwojenna tabliczka z numerem domu